# Måntagg
Måntagg (Polycentrus schomburgkii) är en fiskart som beskrevs av Müller och Troschel, 1849. Måntagg ingår i släktet Polycentrus och familjen Polycentridae. Inga underarter finns listade i Catalogue of Life.